# 州陵県
州陵県（しゅうりょう-けん）は、古代の中国に置かれた県の一つ。現在の湖北省洪湖市に位置した。漢代には南郡に属していた。新の時代に江夏県と改称したが、後漢になって戻された。
南北朝時代の宋の時代、孝武帝の治世孝建元年（454年）に南郡から巴陵郡に移され、新設された郢州の一部となった。のちの明帝の治世泰始4年（468年）に綏安県と合併した。
西魏により廃止された。